# Nettelrede
Nettelrede ist ein Ortsteil von Bad Münder am Deister im Landkreis Hameln-Pyrmont, Niedersachsen.

## Geschichte

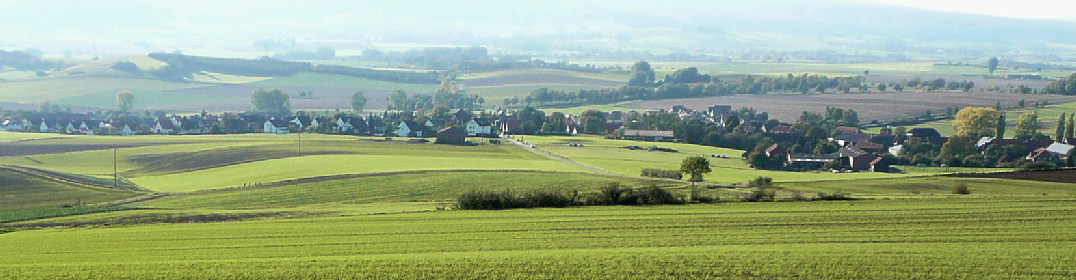
Blick vom Deister auf den Ort

Nettelrede wurde im Jahre 1022 in der Stiftungsurkunde des Michaelisklosters zu Hildesheim erstmals genannt und ist somit der wohl älteste Ort des heutigen Stadtgebietes. Der Ortsname leitet sich ab von Nesselpflanzen. Vielen Bewohnern des Deister-Süntel-Tals ist der Ort unter dem Begriff „Grönje“ bekannt. Er gilt seit jeher als Name für Nettelrede. Das Wort Grönje ist wahrscheinlich aus dem Plattdeutschen überliefert. Es bedeutet „Im Grunde“ und bezieht sich auf die Lage von Nettelrede zwischen Deister und Süntel im südlichen Niedersachsen.
Seitdem das Unternehmen Casala in den 1970er Jahren seine Sitzmöbelproduktion in Nettelrede eingestellt hat, gibt es keine größeren Industriebetriebe mehr im Ort.
Das Dorf Nettelrede wurde am 1. Januar 1973 im Zuge der Gebietsreform als einer von 16 Ortsteilen in die Stadtgemeinde Bad Münder eingemeindet.

## Politik
Nettelrede hat einen gemeinsamen Ortsrat mit dem Nachbarort Luttringhausen mit 3 Räten der SPD und 2 Räten der CDU.
Ortsbürgermeister ist Jan-Christoph Reich (SPD).

### Wappen
Das Wappen zeigt ein querliegendes nach vorn gerichtetes grünes Nesselblatt auf silbernem Grund. Auf die Nesselpflanze geht auch der Name des Ortes zurück.

## Kultur und Sehenswürdigkeiten
Zum gesellschaftlichen Leben innerhalb des Dorfes zählen die Vereine und Gruppen, die teilweise eine lange Tradition und Geschichte haben. Hierzu zählen der Schützenverein, Turn- und Sportverein und die Siedlergemeinschaft. Die Freiwillige Feuerwehr Nettelrede sorgt für den Brandschutz und die allgemeine Hilfe; sie führt auch einen Musikzug.
- Aus der Not der Baufälligkeit heraus baute Conrad Wilhelm Hase (1818–1902) an den verbliebenen mittelalterlichen Wehrturm der Sankt-Dionysius-Kirche von 1862 bis 1864 ein neues Gotteshaus im neugotischen Stil an. Besonderes Merkmal ist der treppenförmige Stufengiebel des alten Turms. Die Orgel wurde von Carl Giesecke erbaut.
- Der Temps-Stein erinnert an die nach Amerika ausgewanderten Brüder Temps, von denen einer bei einem Besuch in seiner Heimat die örtlichen Vereine großzügig bedacht und auch der Kirche eine neue Glocke gestiftet haben soll.[4]
- Der Wettbergstein (auch Junkerstein) ist 1583 aufgestellt worden und zählt zu den ältesten Gedenksteinen im Deister. Die Inschrift des kunstvollen Kreuzsteins besagt, dass der Junker Christoffer van Wetberg an dieser Stelle durch einen umstürzenden Baum zu Tode kam.[5][6]

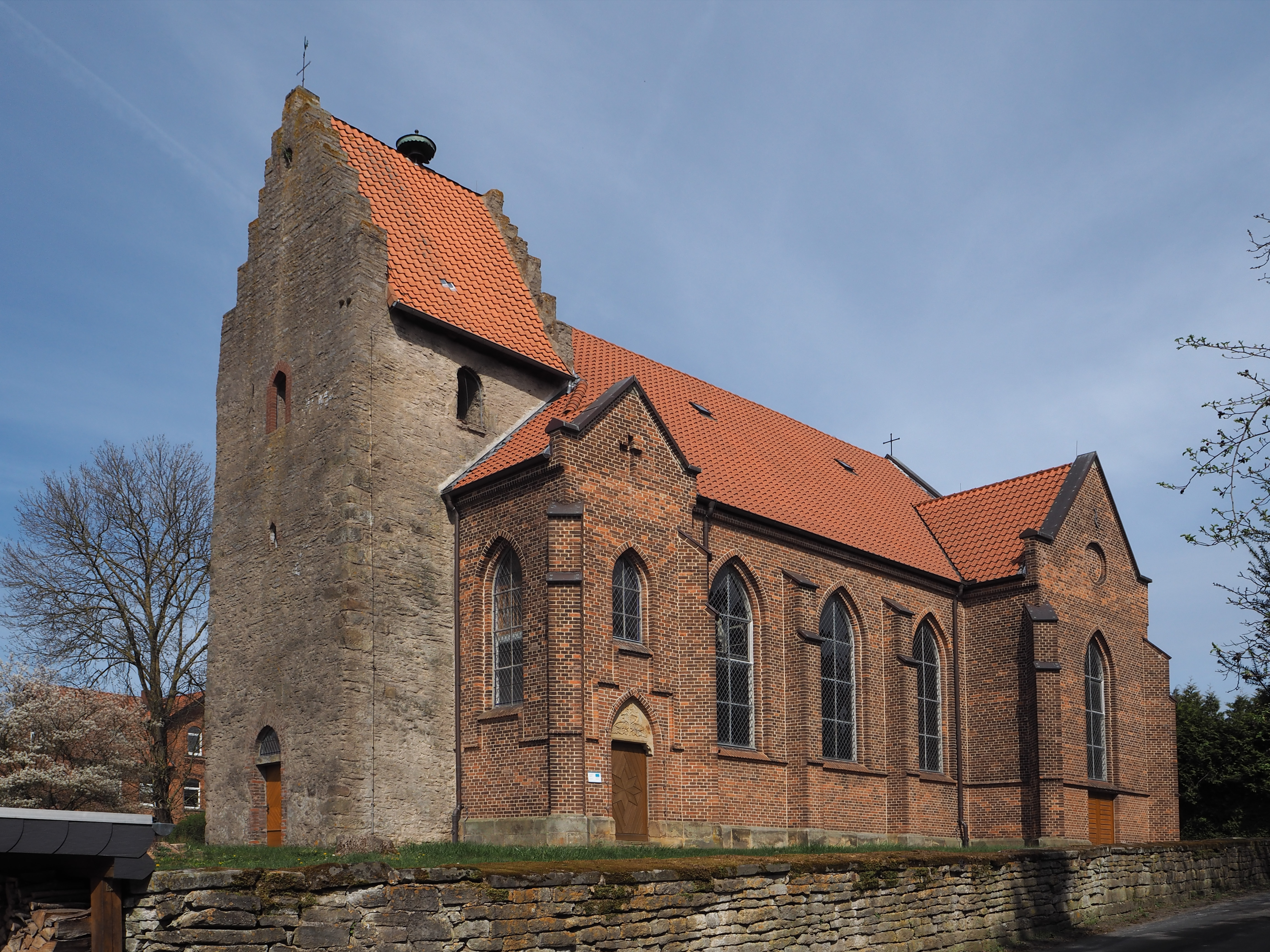
Kirche St. Dionysius
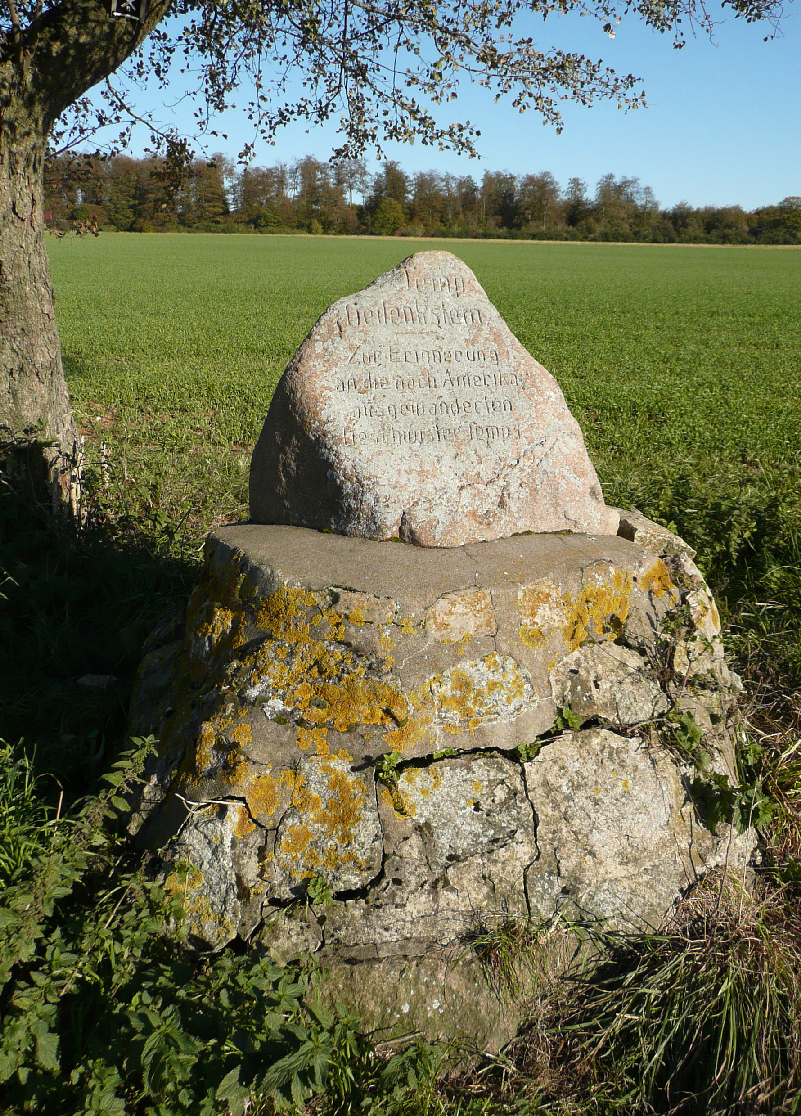
Temps-Stein
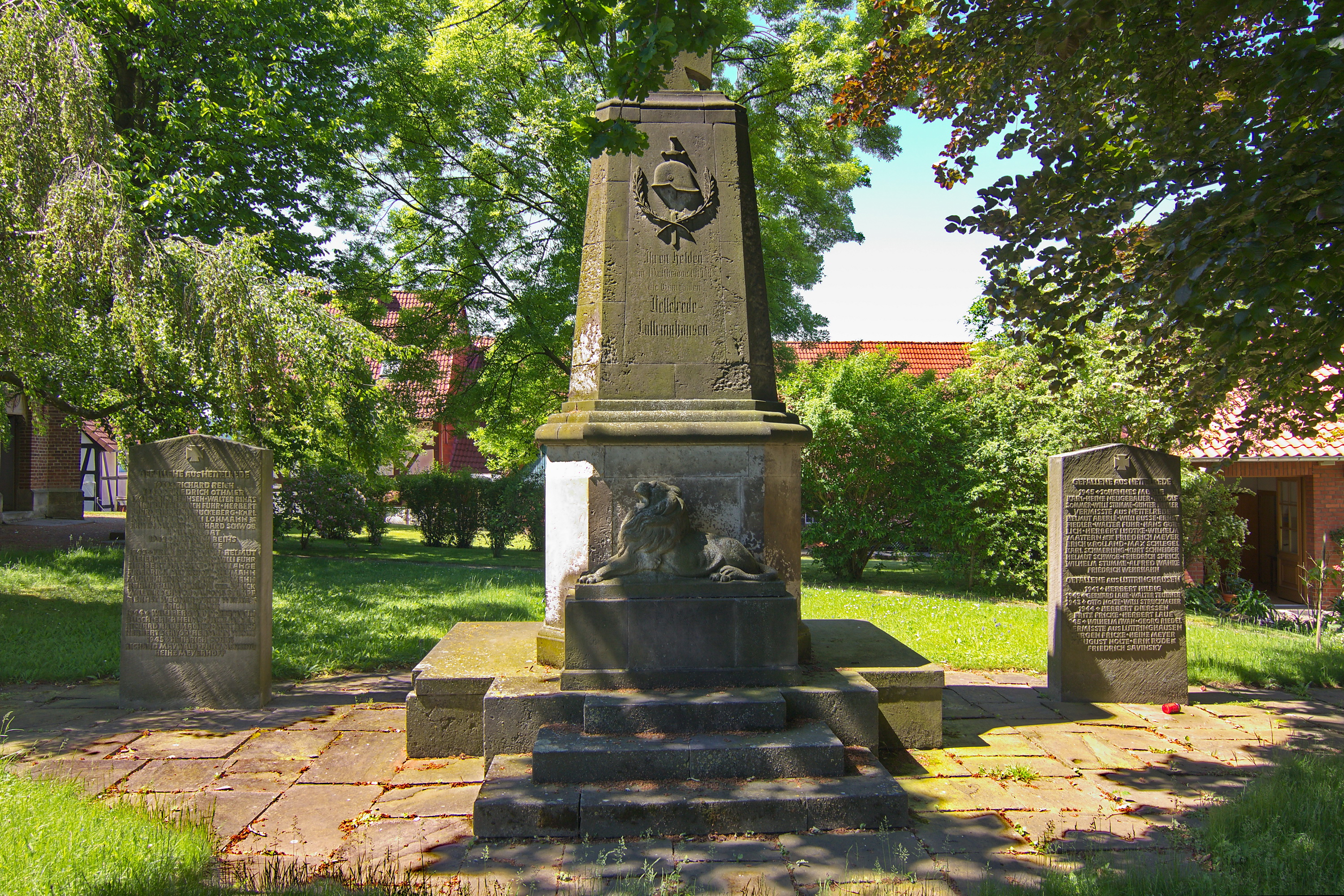
Kriegerdenkmal

## Persönlichkeiten
- David Julius Pott (1760–1838), Theologe, Bibelwissenschaftler und Hochschullehrer
- August Friedrich Pott (1802–1887), Sprachforscher an der Martin-Luther-Universität Halle-Wittenberg
- Hildegard Falck (* 1949), Olympiasiegerin bei den Olympischen Sommerspielen 1972 in München im 800-Meter-Lauf
- Heinz-Gerhard Wente (* 1951), Präsident der Leibniz-Fachhochschule Hannover, Vorsitzender im Aufsichtsrat der Salzgitter AG und ehemaliges Vorstandsmitglied der Continental AG